# Engystomops guayaco
Engystomops guayaco é uma espécie de anfíbio anuro da família Leptodactylidae. É endémica Equador. A UICN classificou-a como deficiente de dados.
Os seus habitats naturais são: florestas secas tropicais ou subtropicais, marismas intermitentes de água doce e terras irrigadas.
Está ameaçada por perda de habitat.